# Pere Gil i Babot
Pere Gil i Babot (castellà: Pedro Gil y Babot)  (Tarragona, 15 de setembre de 1783 - Barcelona, 10 de febrer de 1853) va ser un comerciant, empresari, banquer, mecenes i col·leccionista d'art, diputat al Congrés durant diverses legislatures. Fou fundador de la Sociedad Catalana para el Alumbrado por Gas (SCAG), empresa precursora de Naturgy.

## Biografia
Fill del mestre d'obres tarragoní Pau Gil i Roig i de Teresa Babot, va ser el patriarca de la família Gil, una nissaga dedicada al comerç marítim des de l'any 1813, arribant a portar a terme la seva activitat a Barcelona, Madrid, Andalusia, Balears, Navarra, Londres, París o L'Havana. Es va establir a Barcelona el 1814 i com altres comerciants de l'època va involucrar-se en nombrosos negocis incloent l'exportació de vins i aiguardents, la importació de sucre, cotó, cacau o bacallà, el transport ocasional de soldats, passatgers o esclaus entre Espanya i Amèrica, i l'activitat corsària, ja que tenia patent de cors per capturar vaixells enemics.
L'activitat de la família també va incloure la construcció de bucs, una participació en l'empresa de la sal del Principat de Catalunya (amb la qual l'any 1829 Pere Gil obtingué el monopoli per a Catalunya, junt amb dos socis més) i la Reial Companyia de Canalització de l'Ebre, la compra de finques en la desamortització i la creació d'un banc a París. També es varen involucrar en el retorn dels monjos al Monestir de Poblet.
L'any 1841, Pere Gil es va unir com avalador i soci financer amb el promotor francès Charles Lebon en la subhasta del contracte d'enllumenat públic amb gas de la ciutat de Barcelona, el primer de l'Estat espanyol. Lebon aportava experiència en aquesta font d'energia. Després de guanyar la subhasta i adjudicar-se el contracte, l'any 1843 crearen la Sociedad Catalana para el Alumbrado por Gas (SCAG). La primera fàbrica de gas es va construir en uns terrenys i vinyes que els Gil havien adquirit pocs anys abans a la Barceloneta (vegeu Parc de la Barceloneta).
Va ser un polític liberal, diputat a Corts per Tarragona, establint la seva residència a Madrid de 1836 a 1843. Com a col·leccionista d'art i mecenes, reuní una important col·lecció de pintura amb obres de Velázquez, Zurbarán, Ribalta, o Tintoretto i de l'escola madrilenya del segle xvii, fruit dels períodes en què residí a Madrid. Vint de les seves peces estan actualment al MNAC. També va mantenir relació amb artistes del seu temps com Vicentó Roig i Vicent Rodes.
Casat amb la baronessa Maria Josepa Serra i Cabañes, varen tenir onze fills, incloent-hi Pere (1814-1867), Josep (1815-1877), Pau (1816–1896), Leopold (1826-1911), Claudi (1827-1879), Lluís i Teodora. Envià els seus fills Josep i Pau a formar-se a Londres, i el seu fill Pere a París. Aquest darrer, primogènit, fou un dels fundadors de la Caixa de Barcelona (1844), i va fundar la Banca Gil a París el 1846, que va dirigir fins a la seva mort. En Pau Gil i Serra el va succeir l'any 1867 i en el seu testament va disposar liquidar la banca i que la meitat dels béns resultants es destinessin a la construcció del nou Hospital de Sant Pau de Barcelona. En Josep, enginyer industrial, va ser continuador de l'empresa de gas que gestionà entre 1842 i 1872. En Leopold va ser pintor aficionat i mecenes. En Claudi fou enginyer industrial i va posar a punt un nou tipus de gasòmetre telescòpic a la fàbrica de gas de la Barceloneta.